# Guy XII de Laval
Pour les articles homonymes, voir Guy de Laval.
Guy XII de Laval, Jean de Laval, né (après 1327 et mort le 21 avril 1412 au Château de Laval, baron de Laval et de Vitré, vicomte de Rennes, de Gavre et d'Acquigny, châtelain du Désert, et gouverneur de Bretagne. Il fut ainsi nommé au baptême par Jean III de Bretagne, duc de Bretagne, son oncle, prit, en succédant à son frère aîné, le nom de Guy suivant la loi de sa maison. 

Armes portées par Guy XII de Laval lors du rôle d'armes du second traité de Guérande (1381). Ecartelé d'or à la croix de gueules cantonnée de seize alérions d'azur ordonnés 2 et 2 et chargée de cinq coquilles d'argent (Laval) et de gueules semé de fleurs de lys d'or (Châteaubriant)..

Pierre Le Baud, rappelle que dès le début du XVe siècle, le comte Guy XII aimait les bons chantres et musiciens dont il entretenait plusieurs à ses despens.
Sa position de grand féodal fortuné, impliqué dans les conflits de succession en Bretagne, le plonge au cœur des antagonismes de la guerre de Cent Ans. Son nom est uni à ceux de Bertrand du Guesclin et de Olivier V de Clisson. On doit remarquer que tous les trois appartenaient à la maison de Laval : Guy XII en était le chef ; Olivier de Clisson avait pour femme Catherine de Laval et du Guesclin, Jeanne de Laval-Tinténiac, cousine et future femme de Guy XII.

## Histoire

### La Guyenne
Malgré ses liens l'attachant à la Bretagne, il se tient écarté de la Guerre de Succession de Bretagne jusqu'en 1356. Il demeure en Guyenne, gardant plusieurs places appartenant à sa femme. Le douaire d'Isabeau, sa belle-sœur fut à la mort de Guy XI de Laval, et à la suite d'un accord signé à Château-Gontier, assigné sur les terres d'Acquigny, de Sainte-Marguerite, de Crèvecœur et de Frego, en Normandie. Au même moment, des guerres désolaient la Normandie à cette époque, le château d'Acquigny fut pris par le parti de Charles II de Navarre.

### Guerre de Succession de Bretagne
La Guerre de Succession de Bretagne ne s'arrête pas, la veuve de Montfort, Jeanne la Flamme, reprenant la lutte au nom de son fils, le futur Jean IV. Rennes est à nouveau assiégée en 1357, par le duc de Lancastre, l'événement étant resté célèbre de par la présence de Bertrand Du Guesclin.
Après la Bataille de Poitiers en 1356 dans lequel Jean II le Bon est fait prisonnier, Guy XII se jette dans Rennes avec le vicomte de Rohan et d'autres seigneurs, pour défendre cette place assiégée par le Henry de Grosmont, duc de Lancastre. Cette opération est sans doute effectuée pour Couanier de Launay sur la demande de son oncle Pierre de Laval, alors évêque de Rennes.
Par la suite, Bertrand Du Guesclin est fait prisonnier par John Chandos, chef de l'armée anglaise. Sa rançon est de 100 000 livres. Le roi de France paie 40 000 livres, Guy XII de Laval répond du reste.
Sa mère Béatrix de Bretagne lui apporta, le 4 février 1361, les 2 000 livres de rente qui lui appartenaient sur les recettes des foires de Champagne : rente que, le 12 février 1364, il céda à Olivier de Clisson, en sa qualité de mari de Béatrix de Laval, sœur de Guy, et dont la donation fut confirmée par lui et sa mère le 6 janvier 1365. Le 9 mai 1363, Gui XII, assisté d'un grand nombre de seigneurs, consentit à ce que les ermites de l'ordre de Saint-Augustin demeurent à perpétuité à Guinefolle, dans le faubourg de Vitré, et y possèdent des maisons, des jardins et d'autres propriétés. 
Après que le prieuré de Cunault eut été repris sur les Anglais par Amaury IV de Craon et Bertrand Du Guesclin, il en avait eu la garde avec Geoffroy de Bresé, chevalier poitevin. Le 28 mai 1364, Urbain V écrit d'Avignon au duc d'Anjou d'user de tout son pouvoir pour obtenir la restitution du prieuré au titulaire Jean de Durfort, parent d'Hugues, cardinal diacre de Sainte-Marie in Porticu. Il fait la même demande, le 5 novembre de la même année, en faveur de Guy du Pin, son chapelain, pourvu alors du prieuré.
Le chartrier de la Roë contient aussi du sire de Laval et de Chasteaubrient un acte donné à Vitré, sous son signet le 20 juin 1365, par lequel il donne à Guillaume de la Fontaine et à Olivier du Boishamon, commission de s'informer de la légitimité d'une rente de 20 s. sur la coustumerie de Marcillé dont les chanoines de la Roë réclamaient les arréages depuis neuf ans.
Pour l'Art de vérifier les dates, quoique les guerres continuaient en Bretagne, il ne paraît pas que Guy XII de Laval y ait pris beaucoup de part jusqu'à la bataille d'Auray. 
Guy XII fut aussi sollicité par Urbain V pour ramener la paix entre Jeanne de Penthièvre, duchesse de Bretagne et Jean de Montfort. C'est un fait à relever pour préciser le rôle de Guy XII dans cette longue lutte où sans doute, suivant les instructions du pape, le sire de Laval chercha, mais inutilement, à pacifier les deux partis, 10 décembre 1364.

### Avec Du Guesclin
En 1370, comme les Anglais couraient la France sous la conduite de Robert Knoles, le roi Charles V lui donna commission de lever deux compagnies d'hommes d'armes pour s'opposer aux passages et ravages de ces ennemis. En même temps, le roi rappela Bertrand du Guesclin et le mit à la tête de son armée avec le titre de connétable.

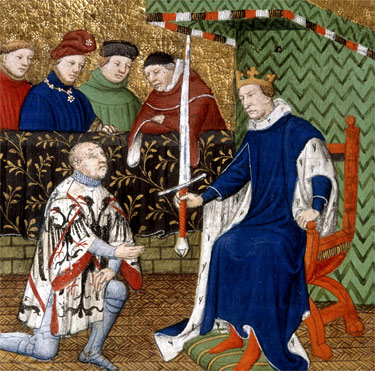
Du Guesclin est fait connétable par le roi

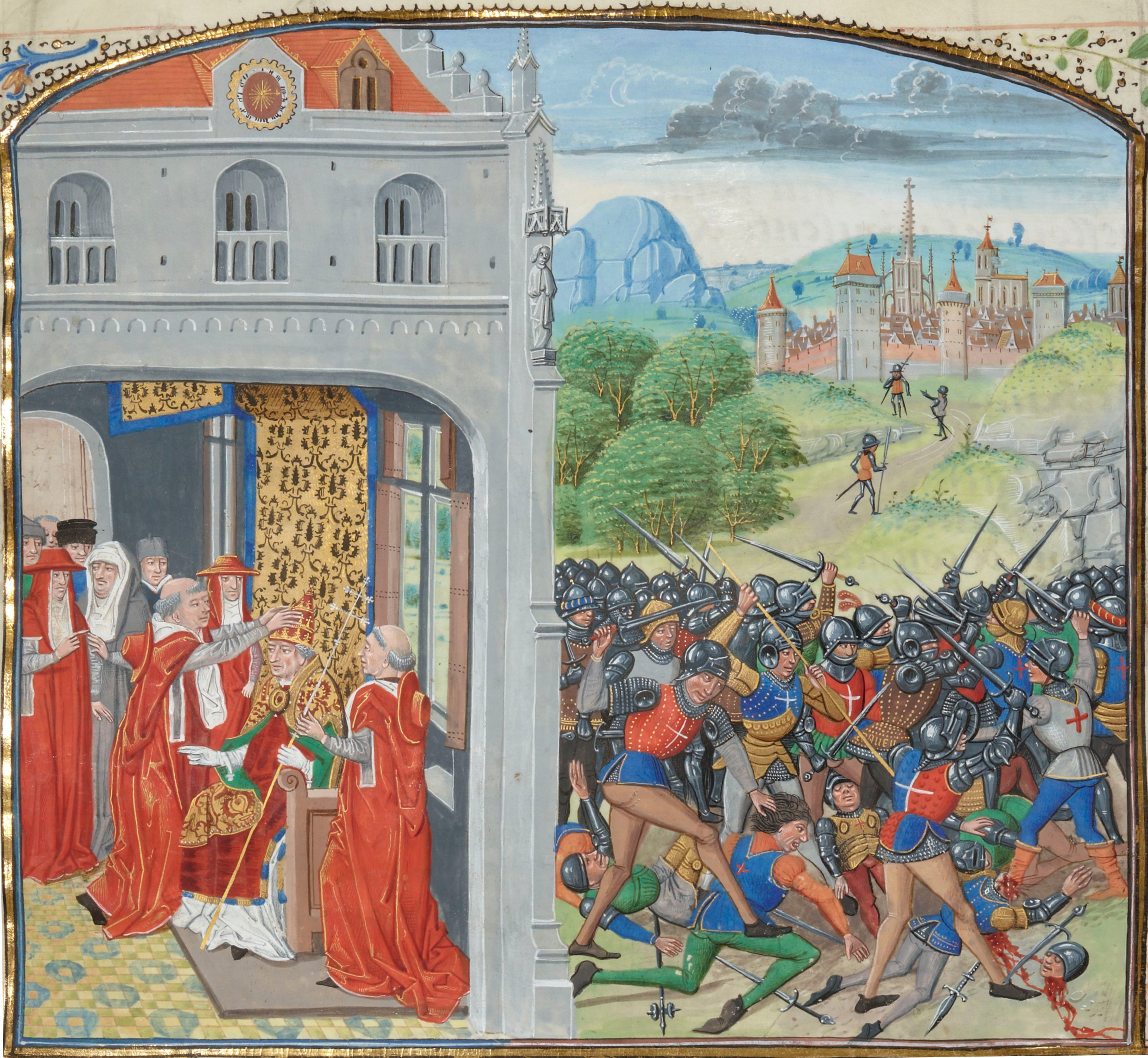
Bataille de Pontvallain et couronnement de Grégoire XI

Apprenant le retour de Bertrand du Guesclin, les troupes anglaises s'étaient éloignés de Paris et se dirigeaient vers la Bretagne, pour y prendre leurs quartiers d'hiver. Le 4 décembre 1370, lors de la bataille de Pontvallain, le connétable de France Bertrand Du Guesclin, opérant par surprise, défait les troupes anglaises de Robert Knolles commandées par son lieutenant Thomas Granson, permettant ainsi la libération (pour quelque temps) de la province du Maine et des forteresses angevines tenues par les Anglais. Robert Knolles dut alors se replier en Bretagne. Cette défaite des Anglais est due en grande partie à la valeur de Guy XII de Laval ; et le roi Charles V le reconnut lui-même par le don qu'il lui fit de quatre mille livres d'or avec une pension de trois cents livres par mois pour son état.
Guy XII suit en 1371 Bertrand Du Guesclin en Poitou. Il prend part aux conquêtes que le Connétable effectue sur les Anglais. 
Contrairement aux habitudes de la chevalerie française, Du Guesclin ne procède pas par grandes campagnes avec tout l'ost français, mais préfère reconquérir méthodiquement des provinces entières, assiégeant château après château. Il va chasser les Anglais de la Normandie, de la Guyenne, de la Saintonge et du Poitou.
Georges Minois, historien du Moyen Âge, qualifie ainsi les victoires et la reconquête menées par Bertrand Du Guesclin : « Certes, il ne conduit qu'une petite troupe de quelques centaines d'hommes, mais il obtient avec eux des résultats plus importants qu'avec une grosse armée, coûteuse, lourde, encombrante et lente. » Cette tactique victorieuse est menée pour trois raisons majeures :
- Premièrement, Charles V est avare de son argent, le connétable doit se contenter de peu de moyens ;
- Deuxièmement, cela lui permet de tirer le maximum de ses maigres effectifs : il a obtenu plus de résultats en un mois de campagne (décembre 1370) que Robert Knollys, le meilleur capitaine d'Édouard III, en six ;
- Troisièmement, ce type de guerre, guerre d'embuscades, autrement dit, guérilla avant l'heure, est la mieux adaptée aux circonstances, puisqu'il s'agit de reprendre des châteaux dispersés, qui commandent routes et carrefours ; son petit groupe, mobile, souple, avec un noyau d'élite breton[18], bien soudé, anticipe les actions des « commandos » du XXe siècle en frappant vite, à l'improviste, en restant insaisissable, en entretenant l'insécurité chez l'ennemi et en le décourageant petit à petit. Cette stratégie s'avère très payante.

Au commencement de 1373, toutes les régions comprises entre la Loire et la Garonne reconnaissent l'autorité de Charles V. Les sires de Laval, de Clisson et de Rohan reçoivent enfin la reddition de la Roche-sur-Yon, qu'ils assiègent depuis près d'un an. Après cette campagne militaire, ces seigneurs retournent dans leurs possessions.
En 1374, Du Guesclin se marie avec Jeanne de Laval, cousine de Guy XII, ajoutant ainsi à la fraternité d'armes, un lien familial.

### Marche contreJeanIVde Bretagne
En 1373, Louis Ier de Naples, duc d'Anjou, gendre de Jeanne de Penthièvre, duchesse de Bretagne, et du Guesclin, rentrent en Bretagne avec de grandes forces, dans la vue de punir le duc Jean IV de Bretagne de ses pratiques secrètes avec l'Angleterre.
Guy XII Laval se joint aux seigneurs bretons soulevés contre Jean IV de Bretagne ; et, tandis que le vicomte de Rohan s'empare de Vannes, et Clisson d'autres villes, Guy XII marche contre Rennes dont il se rend maître. Guy XII fait continuer les travaux commencés par Jean IV de Bretagne pour la construction de Notre-Dame-de-Bonne-Nouvelle de Rennes, fondée à la suite de la bataille d'Auray. Le chœur et une partie des dortoirs et des cloîtres sont achevés par ses soins.
Ces échecs obligent Jean IV de Bretagne à se retirer en Angleterre. Le but du roi Charles V est de réunir le duché de Bretagne au domaine royal de France comme un moyen assuré d'établir la tranquillité du royaume, avec promesse de faire bonne part aux seigneurs alliés ; et, pour cela, il leur demande les places et forteresses qu'ils y possèdent.
Devant les manœuvres de Charles V, Guy XII de Laval, dans une conférence qu'il tient en son hôtel avec les deux autres seigneurs, leur remontre la conséquence de la prétention du roi. rappelant tous les avantages dont ils seraient privés par la réduction de la Bretagne en simple province du royaume de France. Le résultat de cette allocution est le prompt départ des barons pour la Bretagne. 

### Le retour deJeanIVde Bretagne
Jean IV, débarque avec des troupes anglaises à Dinard le 3 août 1379 dans un climat d'allégresse et reprend le contrôle du duché. Les seigneurs de Laval, de Châtillon et du Guesclin informent de ce retour le duc d'Anjou. La lettre de Guy XII exprime la confiance que lui inspirent les premières déclarations du duc et l'espoir de voir promptement la Bretagne purgée d'Anglais.
Une trêve est signée avec la France dès le 14 octobre. Les Anglais prennent quatre places fortes maritimes et dix châteaux, places fortes stratégiques, pour garantir la dette contractée par Jean IV pour cette reconquête de son duché . En avril 1380 les représentants des États, dont Guy XII est au premier rang, inquiets de la présence anglaise envoient une supplique au roi afin qu'il accorde son pardon au duc et lui permette de conserver son héritage.

### Traité de Guérande (1381)
Charles V meurt en juillet 1380, la réconciliation avec Charles VI est alors possible et donne lieu au second traité de Guérande le 4 avril 1381. Les députés qui le négocièrent sont, de la part du roi, le sire de Coucy ; le sire de Raineval ; Arnaud de Corbie, premier président au parlement de Paris ; Anseau de Plaisans, sire de Montferrand et messire Jean de Rais : de la part du duc, Guy XII de Laval ; Charles de Dinan, sire de Montafilant; Guy de Rochefort, sire d'Assérac ; et messire Guillaume Levesque.
Jean IV rend l'Hommage à Charles VI et peut gouverner en paix son duché.

### Campagne de Flandre
Guy XII fait la campagne de Flandre à partir de 1381 avec le vicomte de Rohan et Olivier V de Clisson. Guy XII participe au Passage de Comines, puis tous trois combattent à la Bataille de Roosebeke, où l'oriflamme fut portée par le sire de la Trémoille. Jean Froissart, parlant de cette campagne, indique que la maison de Laval avait pour cri de guerre Saint-Py-Laval. Il s'agit d'une méprise pour Couanier de Launay.

### Gouverneur de Bretagne
Le duc Jean IV de Bretagne étant réconcilié avec la France, accompagne le roi Charles VI, en 1382, dans son expédition de Flandre. Avant son départ, il donne commission à Guy XII de Laval, par lettres scellées le 22 juillet de la même année, de gouverner la Bretagne en qualité de son lieutenant-général, avec pouvoir d'agir comme sa propre personne, de donner des grâces, d'établir des gouverneurs et des capitaines dans toutes les places, d'accorder des trêves et d'agir, en un mot, comme le duc lui-même.

### Protection du connétable de Clisson
La rivalité avec les Penthièvre et Jean IV de Bretagne demeure malgré la mort de Jeanne de Penthièvre en 1384. Le chef de cette maison est désormais son fils Jean Ier de Châtillon prisonnier en Angleterre. 
Les biens de la famille de Penthièvre sont administrés par le Connétable de France Olivier V de Clisson dont la fille Marguerite de Clisson est devenu l'épouse de Jean Ier de Chatillon. Marguerite est aussi la fille de Catherine de Laval.
Guy XII de Laval était avec Beaumanoir et le Connétable de France Olivier V de Clisson, le 26 juin 1387 au château de l'Hermine, lorsque Jean IV de Bretagne fait arrêter secrètement Clisson, dans le but de le faire mourir. 
Peu après, le duc de Bretagne négocie avec Guy XII : 
- il se contente d'une rançon et fixe celle-ci à 100 000 livres d'or,
- il exige la remise de toutes les places qui appartiennent à Clisson dans la Bretagne,
- il demande la rupture du mariage proposé à Jean Ier de Châtillon.

Laval promet tout ; la rançon est payée ; mais le connétable de Clisson à peine libre va porter ses plaintes au roi de France. Il rachète Jean de Penthièvre, et Guy XII se rend garant de dix mille francs d'or sur sa rançon.
La Bretagne est alors au bord de la guerre civile. Guy XII quitte alors la Bretagne pour venir habiter dans le Maine. Le conflit dure jusqu'à la réconciliation de 1395.

### Administration du duché de Bretagne
Le 26 février 1396, Guy XII figure parmi les barons dans l'acte d'assignation de douaire faite à Jeanne de Navarre, duchesse de Bretagne. Au cours de l'année 1398, un bourgeois de Vitré, nommé Pierre Pilet, accuse Guillaume, seigneur de Marcillé-Robert, d'avoir fait tuer par ses fils un des parents de l'accusateur. Il échéait gage de bataille : il fut jeté par Pilet. Malgré l'édit de 1306 qui défendit les duels juridiques, le baron de Laval accorda la permission de combattre. Comme Guillaume fit valoir son âge avancé, il obtint la faculté de se faire remplacer par le bâtard du Plessis qui tua Pierre Pilet. Les comtes d'Alençon et la baron de Laval transigèrent en mars 1400 au sujet de la mouvance d'une partie du Vandelais, dont Jean de Laval avait été seigneur, et dont Guy XII était héritier du chef de Jeanne de Laval, sa dernière femme.
Il fait, en 1401, un accord avec Pierre II d'Alençon, pour délimiter leurs juridictions réciproques.
La duchesse Jeanne de Navarre, veuve de Jean IV de Bretagne, ayant accordé son mariage avec Henri IV d'Angleterre, roi d'Angleterre, et se disposant à l'aller joindre, invite, en 1402, le duc de Bourgogne, Philippe le Hardi, à venir la trouver. 
Le duc se rend, le 1er octobre à Nantes, où la duchesse lui remet, le 19 octobre, la tutelle de ses enfants et la régence du duché pendant la minorité de l'aîné. Plusieurs seigneurs bretons, le comte de Penthièvre à leur tête, s'opposent à cette disposition, et redoutent les inconvénients qui peuvent surgir du séjour du jeune duc en Angleterre. Le duc de Bourgogne part de Nantes le 3 décembre. Il obtient, malgré l'opposition de quelques seigneurs, que la régence de Bretagne lui soit confiée et que les enfants de Jean IV lui sont remis en garde. Guy XII de Laval est nommé administrateur des biens des enfants mineurs de Jean IV de Bretagne, et reçoit procuration pour administrer le duché pendant l'absence du duc de Bourgogne. Il est en même temps établi capitaine de Jugon, place alors très importante.
Guy XII a besoin de recourir à une levée de deniers pour pourvoir aux dépenses de son administration, et essuie un refus de la part de Raoul de Coetquën. Il doit recourir contre lui à la voie des armes. Coetquen se plaignit au parlement de Paris que plusieurs chevaliers sur les ordres de Guy XII auraient emmené prisonniers ces sujets.
En 1404, curateur du duc Jean IV de Bretagne depuis la mort du père de celui-ci, Guy XII est déchargé de ses fonctions par Jean V de Bretagne par lettres-patentes du 14 janvier, en raison des faiblesses dues à son âge. Jean confirme les officiers qu'il a institués, et le met à l'abri de toute recherche.

### Fiefs d'Entrammes
Les fiefs d'Entrammes s'étendaient en Saint-Germain-le-Fouilloux, Saint-Jean-sur-Mayenne, Montflours, et autres paroisses, et qui dépendaient primitivement de la châtellenie d'Entrammes, à laquelle des tailles étaient dues à la mi-août par les fiefs de Fouilloux, de Maritourne (Argentré), d'Orenge, de la Marche, de la Ragottière et de Beauvais. Guy XII de Laval acheta les fiefs d'Entrammes, et non la terre et châtellenie d'Entrammes, en 1408, de Jeanne de Mathefelon, avec les châtellenies de Saint-Ouen et de Juvigné. Guy XII de Laval acquiert le domaine du Saint-Ouën-des-Toits en 1408.

### Décès
Il décède au château de Laval le 24 avril 1412, et est inhumé à l'abbaye de Clermont à côte du grand autel, vis-à-vis, de Béatrix de Bretagne, sa mère. Jeanne, sa femme, lui survécut vingt et un ans, étant morte le 27 décembre 1433.

### Un bâtisseur
Guy XII de Laval, et sa femme, tous les deux dans leur vieillesse s'adonnèrent aux œuvres de piété et firent plusieurs fondations importantes. Ils sont à l'origine :
- de la fondation et de la construction du couvent des Cordeliers de Laval
- des fondements de ce qui deviendra par la suite la collégiale Saint-Tugal de Laval
- du don de la terre de Saint-Léger-en-Charnie à la Chartreuse du Parc-en-Charnie

On trouve le nom de Guy dans trois chartes en faveur de l'hospice Saint-Nicolas de Vitré : en 1384, pour la réunion à la chapellenie d'une messe fondée en 1393 et de revenus qui y étaient attachés, à la charge imposée au prieur de confesser les malades et de pourvoir à leur sépulture ; en 1385, pour faire délivrer de la forêt de Vitré du bois mort à ce prieur, qui est encore Jean de La Courbe ; et en 1387, pour la délivrance an même ecclésiastique de la dîme des pains dépensés au château de Vitré.

## Famille et descendance
- Marié en 1348 avec Louise de Châteaubriant (sans postérité), fille de Geoffroy VII, sire de Châteaubriant, et de Jeanne de Belleville[42], et sœur de Geoffroy VIII, lequel, étant mort sans enfants, la laissa héritière de la terre de Châteaubriant, la cinquième des neuf grandes baronnies de Bretagne. Louise de Châteaubriant, s'éteint en 1383, et est enterrée à l'Abbaye de Clermont. Guy XII était héritier[43]de la terre de Châteaubriant, mais après un arrangement renonça à ses prétentions à la suite d'un arrangement avec Louis de Dinan[44];
- Marié avec dispense[45] le 28 mai 1384 avec Jeanne de Laval, sa parente au 3e degré[46], dame de Châtillon, veuve du connétable Bertrand Du Guesclin dont :
  - un enfant décédé en 1398 ;
  - Guy, seigneur de Gavre, (+ 1404)[47] ;
  - Anne, unique héritière[48].

Jeanne de Laval possédait Meslay, Montsûrs, Olivet, Courbeveille, Bouère, dans la baronnie de Laval, Aubigné et plusieurs autres lieux en Bretagne : Châtillon, Tinténiac, Bécherel et Romillé. Ce mariage fait rentrer dans les mains de Guy XII de Laval des biens qui étaient sortis par le don en parage fait en 1292 à André de Laval, fils de Guy VIII de Laval. Guy XII récompensa sa baronnie, morcelée par les mariages. Il racheta aussi de Jean L'Archevêque les seigneuries de Saint Ouën et de Juvigné.
Guy XII de Laval par son second mariage, est l'ancêtre d'un nombre incalculable de roturiers, nobles et souverains de toute l'Europe.